# André Willms
André Willms (født 18. september 1972 i Burg, Østtyskland) er en tysk tidligere roer og dobbelt olympisk guldvinder.
Willms blev juniorverdensmester i singlesculler i 1990, men han kom snart med i den tyske dobbeltfirer. Han var således med ved OL 1992 i Barcelona, hvor tyskerne vandt deres indledende heat i olympisk rekordtid og derpå vandt deres semifinale, hvorpå de vandt finalen sikkert (med næsten to sekunders forspring) til Norge, der fik sølv, og bronzevinderne fra Italien. Ud over Willms bestod besætningen af Andreas Hajek, Stephan Volkert og Michael Steinbach.
Tyskerne med Willms blev også verdensmestre året efter, mens Willms i 1994 var tilbage i singlesculleren, som han dette år blev verdensmester i. I 1995 var han igen med i dobbeltfireren, der vandt VM-sølv.
Ved OL 1996 i Atlanta var Willms, Hajek og Volkert igen med fra 1992-guldvinderne, suppleret denne gang med André Steiner. Igen vandt de deres indledende heat og semifinaleheat, inden de igen i finalen var de øvrige deltagere overlegne og vandt guld med over to sekunders forspring til sølvvinderne fra USA, mens Australien var yderligere mere end halvandet sekund langsommere på tredjepladsen.
De følgende par sæsoner roede Willms igen singlesculler og vandt VM-sølv i 1997, mens han blev nummer fire ved VM i 1998. I 1999 var han igen tilbage i dobbeltfireren sammen med Hajek og Volkert, nu suppleret af Marco Geisler, og de blev verdensmestre dette år. Ved OL 2000 i Sydney var de derfor endnu engang blandt favoritterne og vandt da også både deres indledende heat og semifinale. I finalen kunne de ikke følge med den italienske båd, der vandt guld, mens hollænderne lidt overraskende satte en stærk slutspurt og vandt sølv, inden tyskerne sluttede medaljefeltet på en tredjeplads.
Willms var igen med til at blive verdensmester i dobbeltfireren i 2001, mens han i 2002 roede dobbeltsculler sammen med Andreas Hajek, og duoen vandt VM-bronze dette år. I 2003 roede han igen dobbeltfirer og var med til at vinde VM-guld, inden han sluttede sin internationale karriere ved sit fjerde OL i Sommer-OL 2004 i Athen, hvor han var med til at blive nummer fem i dobbeltfireren.
Efter sin aktive karriere har Willms været kommunal embedsmand i Magdeburg, og hans søn, Philipp-André Syring, er som sin far også blevet eliteroer.
Han har også været politisk engageret for FDP og var i 2004 en del af Forbundsforsamlingen, der valgte Horst Köhler som tysk præsident.

## OL-medaljer
- 1992:  Guld i dobbeltfirer
- 1996:  Guld i dobbeltfirer
- 2000:  Bronze i dobbeltfirer